# Federico Ruiz (pintor)
Federico Ruiz (1837-1868) fue un pintor y dibujante español.

## Biografía
Nació en Madrid en 1837 y estudió pintura en la Real Academia de Bellas Artes de San Fernando, primero bajo la dirección de Genaro Pérez Villaamil y posteriormente con José Vallejo. Los progresos que hizo en los estudios y la desgraciada situación en que estuvo desde la niñez, fueron la causa de que tuviese que ganar el sustento desde su adolescencia, como lo comprueban muchos dibujos de su mano publicados en distintos periódicos, antes de llegar a los veinte años.
Estas circunstancias, le impidieron hacer obras de verdadera importancia artística; pero le dieron en compensación una gran facilidad en el dibujo y en la pintura a la aguada, en que «llegó a sobresalir». Muchas obras de esta índole, que conservaron sus amigos, atestiguan esto; el país, al óleo, que presentó en la Exposición Nacional de 1856, y los numerosos dibujos que se conservan en La Ilustración, Semanario Pintoresco Español, El Periódico Ilustrado, La Lectura para Todos y El Museo Universal especialmente, sin contar las obras Roma en el Centenar de San Pedro o Los trabajadores del mar, entre otras, acreditan lo prolífico de su carrera, según Ossorio y Bernard.
El término de su laboriosa vida no pudo ser más triste, pues dejó a su familia en la mayor pobreza y su cuerpo logró sepultura, costeada por el editor del Museo Universal, José Gaspar. Fallecido el 4 de febrero de 1868, fue enterrado en el cementerio de San Justo.

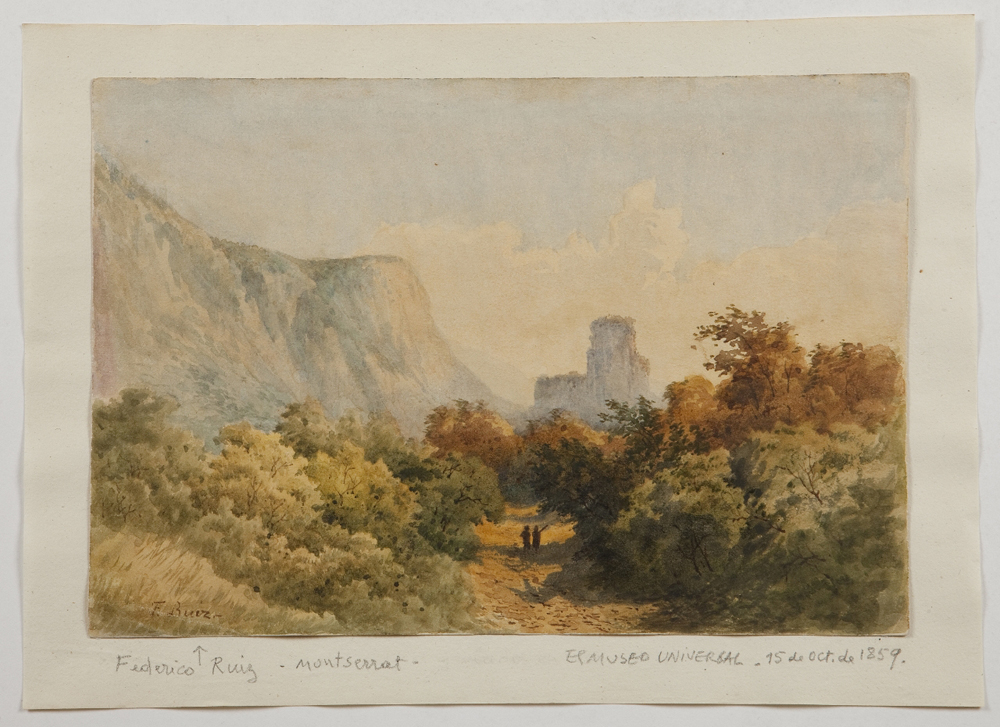
Montserrat (1859)
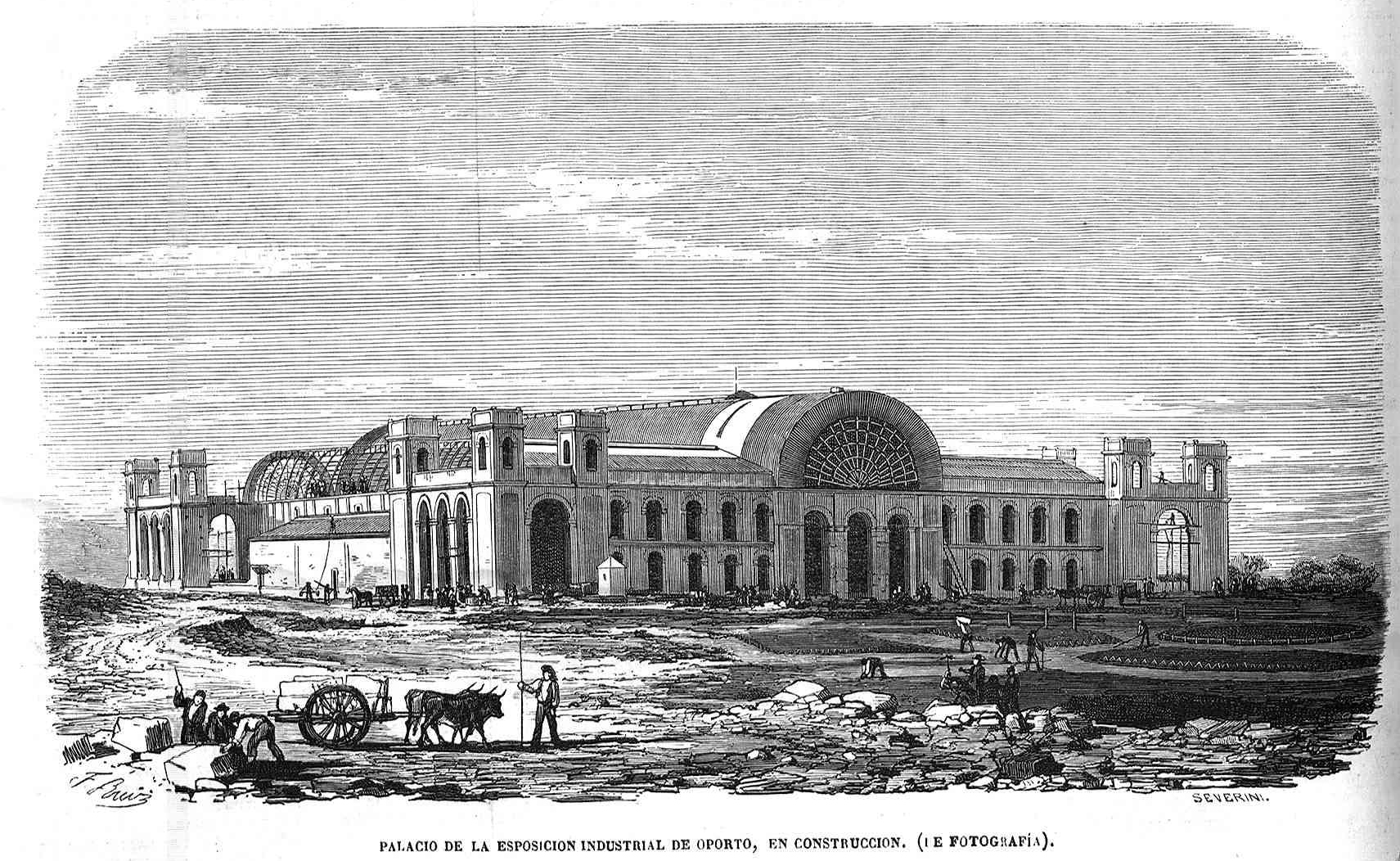
Palacio de la Exposición Industrial de Oporto, en El Museo Universal (1865)
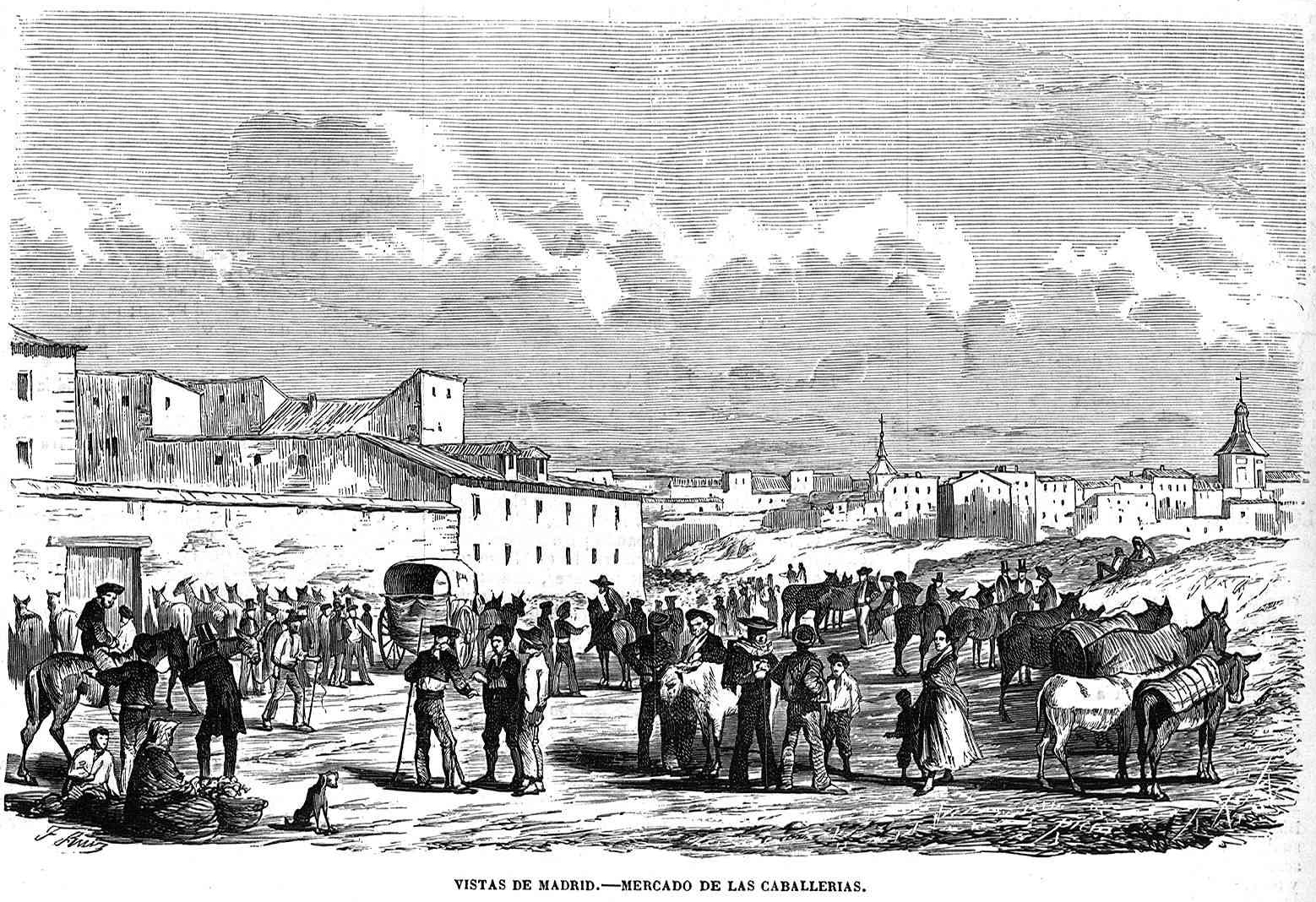
Mercado de las Caballerías de Madrid, en El Museo Universal (1865)
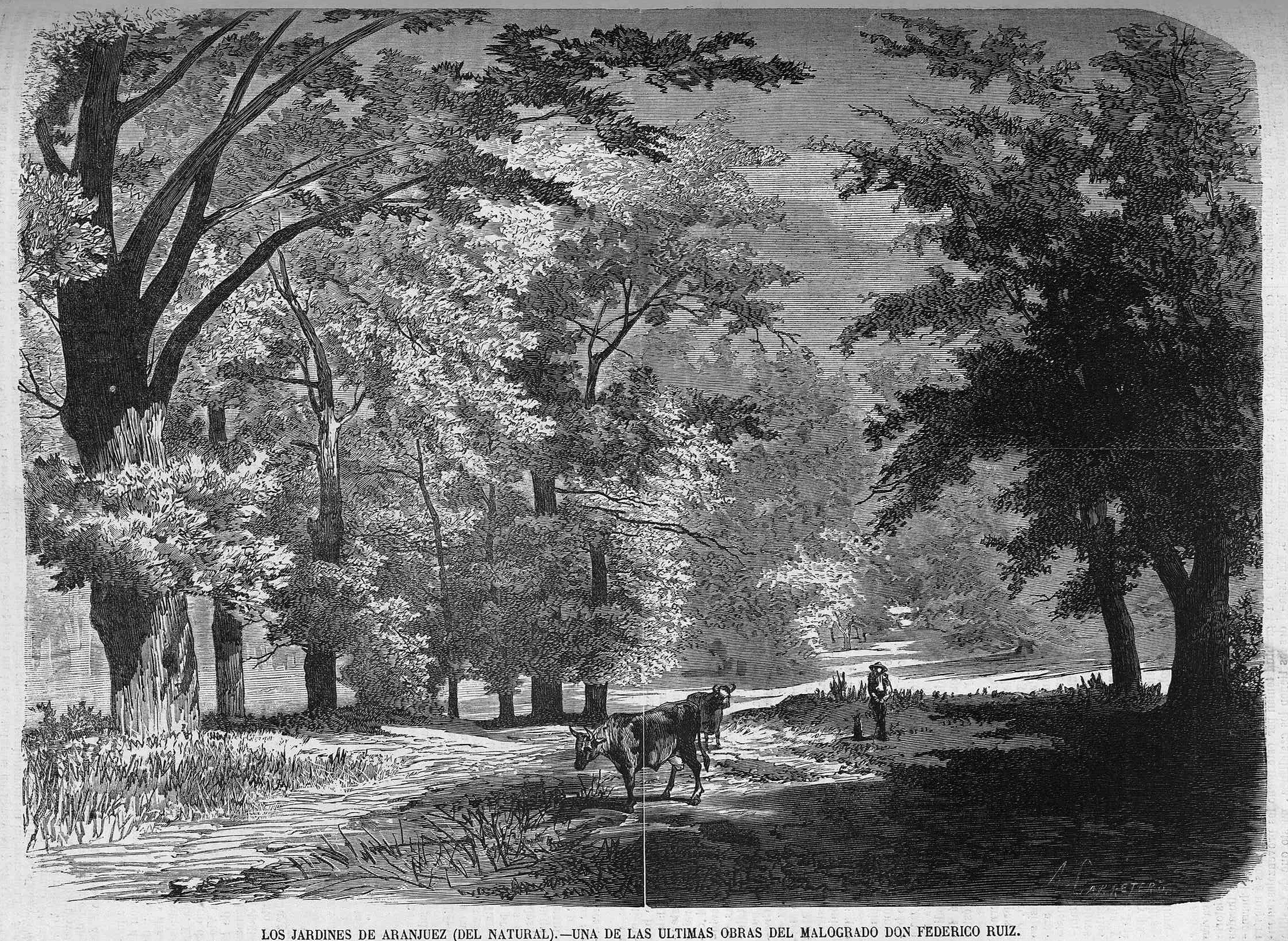
Jardines de Aranjuez, en El Museo Universal (1868)